# Maniace
Maniace település Olaszországban, Szicília régióban, Catania megyében. Lakosainak száma 3757 fő (2023. január 1.). Maniace Bronte, Cesarò és Longi községekkel határos.

## Népesség
A település lakossága az elmúlt években az alábbi módon változott:
| Lakosok száma | 3756 | 3746 | 3757 |
|               | 2017 | 2018 | 2023 |